# Рамзауэр, Иоганн Георг
Иоганн Георг Рамзауэр (нем. Johann Georg Ramsauer, 7 марта 1795, Гальштат — 14 декабря 1874, Линц) — чиновник шахт Гальштата.
Известен тем, что обнаружил в 1846 году и вёл там первые раскопки захоронений гальштатской культуры железного века.

## Биография
Родился в 1795 году в Гальштате. С 13 лет работает при шахте в Гальштате и быстро поднимается по службе. В 36 лет он стал горным мастером.
В ноябре 1846 года ему посчастливилось наткнуться на захоронение неизвестной культуры.
Особая заслуга Рамзауэра состоит в тщательном документировании находок. В последующие 17 лет им, вместе с шахтёром Исидором Энглом, были описаны 980 захоронений, открываются и обнаружены 19 497 находок.

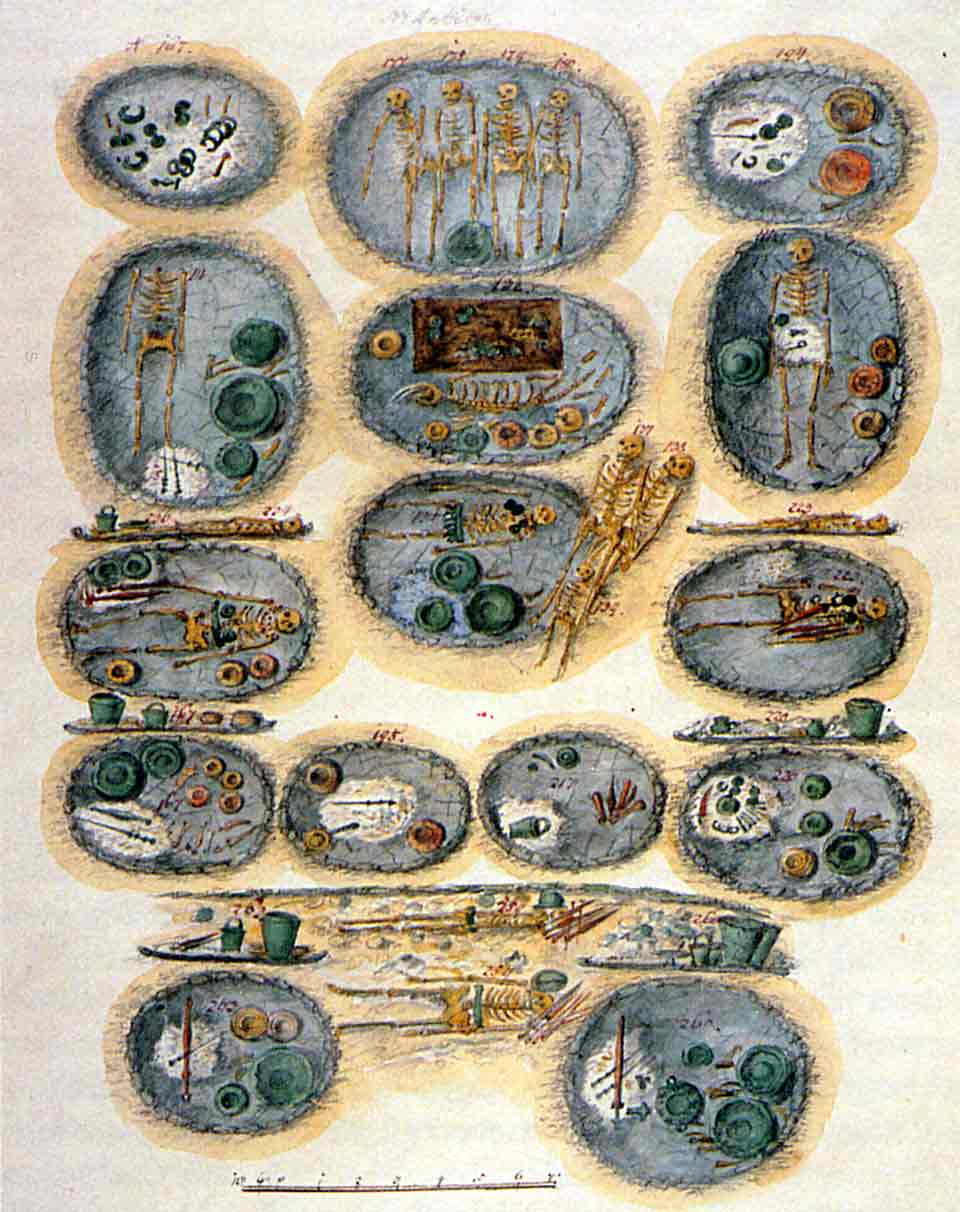
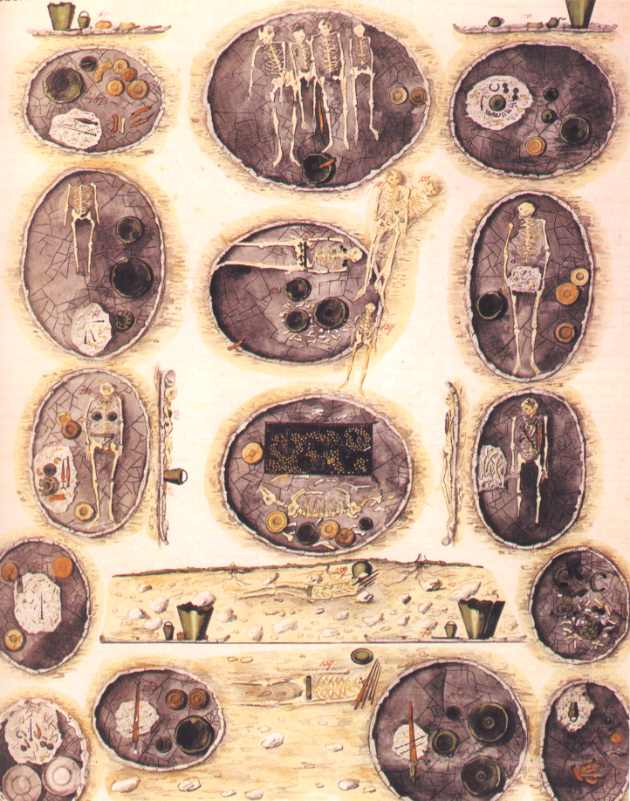
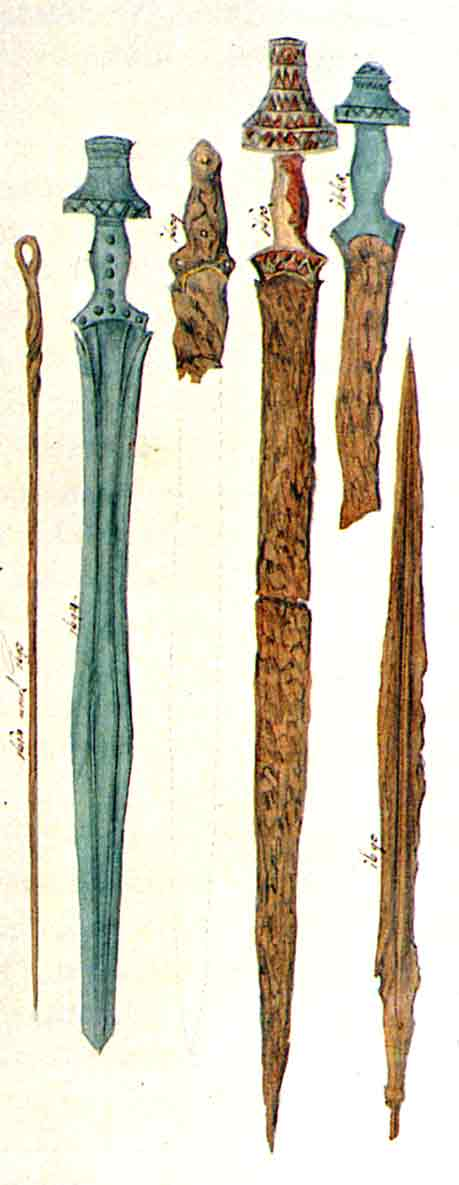

В научном мире Рамзауэру было отказано в полном признании. Примерно в 1859 году было отклонено его ходатайство императору Францу Иосифу I для печати протоколов раскопок.
Рамзауэр был трижды женат и стал отцом 22 детей.
5 ноября 1863 года он вышел на пенсию и переехал в Линц, где умер в 1874 году.

## Последствия
Шведский исследователь Гильдебранд вскоре ввёл термин «гальштатская культура».
Рамзауэр считал место раскопок исчерпанным. Тем не менее, раскопки продолжались до 1939 года. Находки с этих раскопок выставлены в музее естественной истории в Вене.